# Chassunská kultura

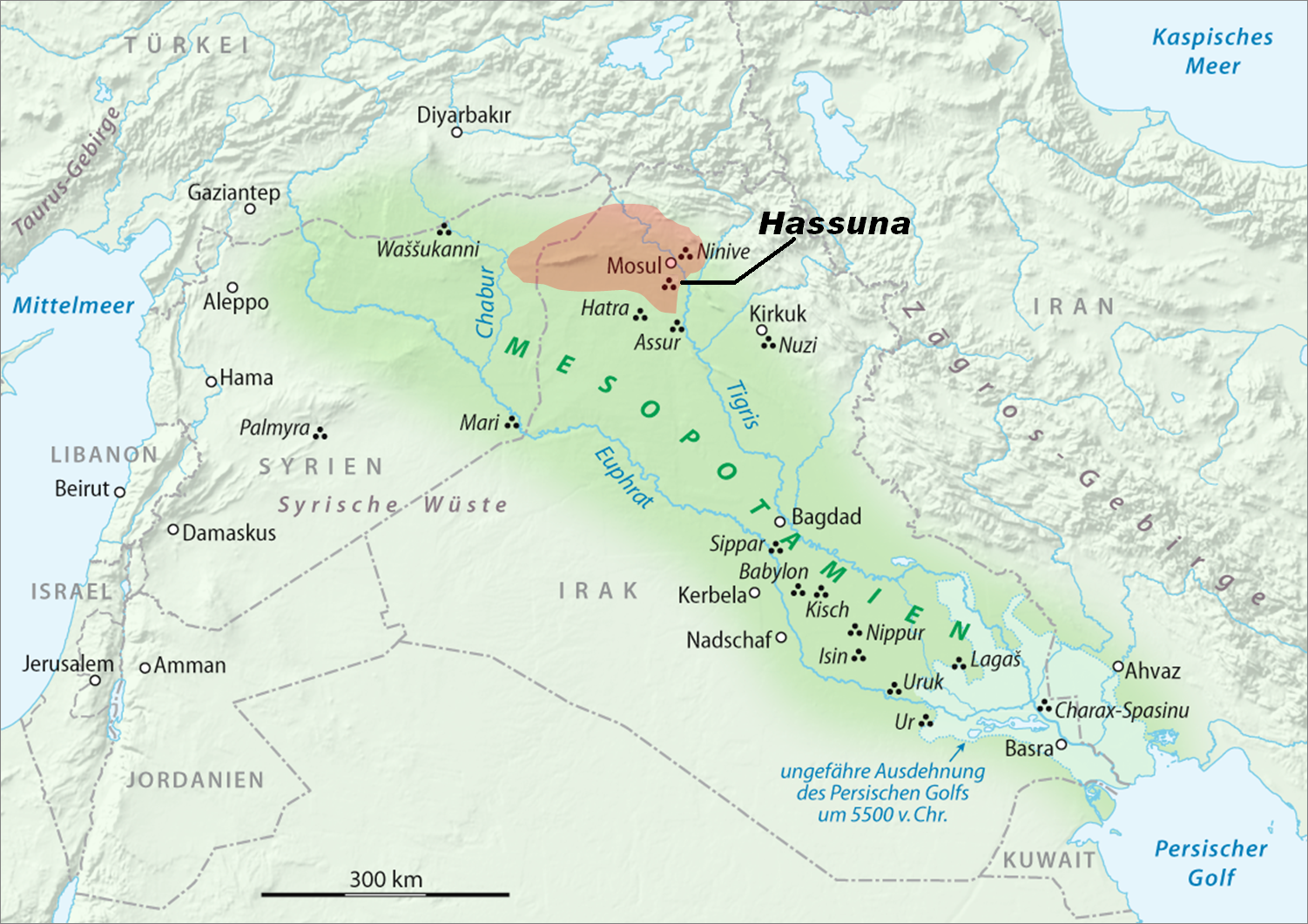
Mapka přibližného rozšíření

Chassunská kultura je archeologická kultura mladého neolitu, jejíž vrchol nastal ve 2. polovině 6. tisíciletí př. n. l. V této době byla osidlována místní step. Je pojmenována podle sídliště Tell Chassuna jižně od dnešního Mosulu v severním Iráku na řece Tigridu. V nejstarší archeologické vrstvě je Chassuna polonomádský tábor, později došlo k přechodu k usedlému zemědělství a chovatelství.
Do chassunské kultury náleží ve vlastní Chassuně archeologické vrstvy II a III, dalšími nalezišti jsou Tell Mattare, Ninive (nejstarší vrstvy, tj. 1 až 2a), Tepe Šemšara – vrstvy 14 a 15, postupně sahá osídlení až k Samaře na jihu, zde jde o sídliště Tell es Sauván, vrstvy I-II. V roce 2005 byl podniknut rozsáhlý průzkum nové lokality chassunské a samarrské kultury ve východotureckém Hakemi Use. Lidé této kultury žili v malých vesnicích o velikosti dvou až osmi akrů (tj. 1 až 3 ha).
Chassuna je nejstarší mezopotamské město, bylo objeveno roku 1942 iráckým archeologem Fuadem Safarem a v letech 1943–1944 prozkoumáno iráckými archeology. Výška tellu přesahuje o 7 m údolí, v němž leží a zabírá obdélníkové prostranství o rozloze 200 x 150 m. Již v nejstarší vrstvě nalezli vědci příznaky zemědělské výroby. Jde vůbec o nejstarší stopy zemědělství na světě.
V Chassuně nalézáme malé domy ze sušených cihel i větší domy o více místnostech. Uprostřed byla jakási náves, kde byly před každým domem zakopány do země nádoby na obilí (pěstovala se pšenice dvojzrnka). Velká kruhová stavba byla snad svatyní nebo shromažďovacím domem. Počet obyvatel Chassuny se odhaduje na 500. Kromě kamenných čepelí i samostatných nástrojů tu nalézáme kameny na mletí obilí a pece. Byly uctívány ženské kamenné sošky, do hrobů byla ukládána potrava pro posmrtný život.
Z Tell es-Sauvánu známe také starou svatyni obdélníkového půdorysu s rituálním výklenkem v čelní stěně. Užíval se asfalt, hlavně na upevňování srpových čepelí do násad. Kromě pšenice se tu pěstoval i ječmen a lidem byla známa technika tkaní látek. Keramika je červeně malovaná se žlutým podkladem (klikatky a trojúhelníky), vystřídala původní archaickou keramiku s větévkovými vzory. Ke konci období na keramice dochází ke kombinování rytí a malování, předznamenávající nástup nové, samarrské kultury. Jsou na ní patrné západní vlivy snad až z Kilikie (Mersin), v Chassuně sem náleží vrstvy IV-V.